# خط زمني للهاتف
هذه المقالة حول خط زمني للهاتف, بها الأحداث المهمة في تاريخ الهاتف.

## 1844 إلى 1875
- 1844 إنسونزو مانزيتي ناقش لأول مرة فكرة “التلجراف الناطق” (هاتف).
- 1849 أنطونيو ميوتشي عرض جهاز اتصال لأفراد في هافانا. لايزال الجدل حول كونه هاتفا كهربيا أم لا، لكن يقال أنه تضمن نقلا مباشرا داخل الجسم.
- 1854 شارلز بورسيل نشر وصفا لناقل ومستقبل هاتف يعمل بطريقة وصل-فصل في الجريدة الفرنسية L'Illustration, لكنه لم ينشئ نموذج عملي
- 1854 أنطونيو ميوتشي عرض في نيويورك جهاز يعمل بالصوت الكهربي، لكنه من غير الواضح طبيعة الجهاز المعروض.
- 1860 الألماني يوهان فيليب ريس عرض ناقل وصل-فصل وذلك بعد تصميمات بورسيل ومستقبل ذو ابرة حياكة. قال الشهود أنه سمعوا صوت بشري منقول.
- 1861 يوهان فيليب ريس استطاع نقل صوت كهربيا فوق مسافة تزيد عن 340 قدم، طالع هاتف ريس.
- 1864 في محاولة لإعطاء ماكينته الموسيقية صوت، إنسونزو مانزيتي اخترع 'التلجراف الناطق'. لم يبد رغبة في تسجيل براءة اختراع جهازه، لكن الصحف قامت بالنشر حول اختراعه.
- 1865 ميوتشي قرأ عن اختراع مانزيتي وراسل محرري صحيفيتين مدعيا أسبقيته ومتحدثا عن أول تجربة قام بها عام 1849. كتب يقول «لم أكن لأتمنى انكار حق السيد مانزيتي في اختراعه، كل ما اأتمناه هو ان تلاحظوا امكانية وجود نفس الفكرة في عقلين، وبتوحيدهما يستطيع المرء الوصول لليقين حول شيء بهذه الأهمية.» مانزيتي لم يرد على عرض التعاون هذا.
- 1871 أنطونيو ميوتشي سجل براءة اختراع تحذيرية (و ثيقة تثبت نية تسجيل براءة الاختراع).
- 1872 اليشا جراي أنشأ وسترن الكتريك للتصنيع.
- 1872 البروفيسور فاندرفيد عرض هاتف ريس في نيويورك.
- يوليو 1873 توماس إديسون لاحظ المقاومة المتغيرة لحبات الكاربون عند تعرضها للضغط، وبنى مقاومة متغيرة بناء على المبدأ لكنه أهمله لاحقا بسبب حساسيته للاهتزازات.
- مايو 1874 اخترع جاري جهاز كهرومجناطيسي لنقل النغمات الموسيقية. بعض المستقبلات استخدمت غشاء معدني.
- ديسمبر 29, 1874 عرض جاري جهازه في كنيسة بيربيتريان في هايلاند بارك بالينويس وقام بنقل نغمات مألوفة خلال خط التلجراف.

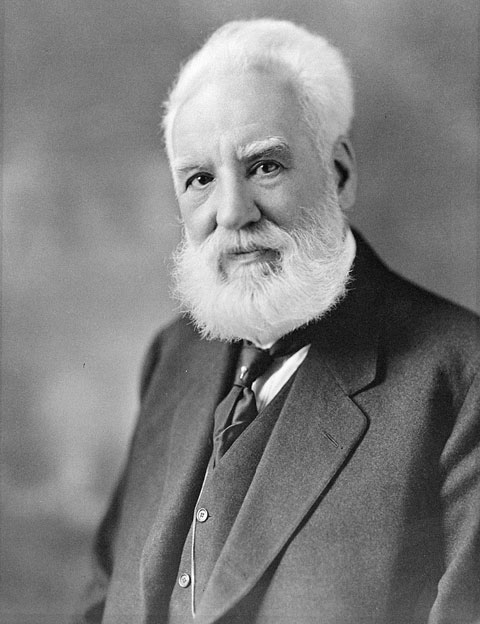
ألكسندر غراهام بيل

- 2 يونيو 1875 ألكسندر غراهام بيل نقل صوت تكتكة انبوب من الصلب باستخدام أجهزة كهروماجنطيسية.
- 1 يوليو 1875 استطاع بل باستخدام تعليقة هاتف ثنائية الاتجاخ نقل «صوت غير واضح لكنه يشبه الصوت البشري» لكن ليس حديثا واضحا. كلا من المستقبل والمرسل كانا غشائي كهرمغناطيسي.
- 1875 توماس إديسون قام بتجارب حول التلجراف الصوتي وفي نوفمبر بنى مستقبل كهروديناميكي لكنه لم يستغله.

## 1876 إلى 1878
- 11 فبراير 1876 اليشا جراي يخترع مرسل مائع للاستخدام مع الهاتف، لكنه لم يقم بتصنيعه.
- 14 فبراير 1876 (حوالي 9:30ص) جراي أو محاميه يحضر إلى مكتب براءة الاختراع براءة الاختراع التحذيرية للهاتف.
- 14 فبراير 1876 (حوالي 11:30ص) محامي بل يحضر لمكتب براءة الاختراع طلب تسجيل براءة اختراع بل للهاتف. طلب محامي بل تسجيل الطلب فورا في سجلات تحصيل النقود.
  - يعد ذلك بساعتين تم تسجيل براءة الاختراع التحذيرية الخاصة ب اليشا جراي في سجلات تحصيل النقود. وبالرغم من أن إنذاره لم يكن طلبا كاملا، إلا أنه كان بإمكان جراي تحويله إلى طلب براءة اختراع، ولكنه لم يفعل بناء على نصيحة من محاميه وبسبب أعماله في التلجراف الصوتي. بسبب هذا تم منح براءة الاختراع إلى بل.[1]
- 7 مارس 1876 حصل بل هلى براءة الاختراع 174,465 للهاتف.
- 10 مارس 1876 قام بل بنقل الجملة التالية «سيد واتسون، تعال هنا، أريد ان أراك.» باستخدام ناقل مائع موصوف في إنذار جاري ومستقبل كهرومجناطيسي.
- 16 مايو 1876 توماس إديسون يسجل طلب براءة اختراع ل التلجراف الصوتي وبناء عليه حصل على براءة اختراع رقم 182,996 في أكتوبر 10, 1876.[2]
- 10 أغسطس 1876 يقوم الكساندر بل بأول مكالمة هاتفية بعيدة على مسافة ستة أميال بين برانتفورد وباريس بأونتاريو كندا.
- 9 أكتوبر 1876 يقوم بل باول مكالمة بعيدة ثنائية الاتجاه بين كامبريدج وبوسطون في ماشوسيوتس بأميركا.
- أكتوبر 1876 توماس إديسون يختبر اختراعه الجديد ميكروفون كاربوني.
- 1877: أول مكالمة بعيدة على خط هاتف في فرنش كورال، كاليفورنيا
- يناير 1878 أول متجر للهاتف في أميركا الشمالية يفتح في نيو هيفن، كونيتيكت.
- 20 يناير 1877 نجح اديسون لأول مرة في نقل جمل مفهومة على أسلاك باستخدام حبات الكاربون كمقاومة متغيرة حساسة للضغط تحت غشاء (جوزيفسون، ص143).
- 30 يناير 1877 حصل بل على براءة الاختراع رقم 186,787 لهاتف كهرومجناطيسي باستخدام مجناطيسيات دائمة، أغشية حديدية، وجرس للمكالمة.
- 4 مارس 1877 إيميل برلينر يخترع ميكروفون بناء على «الاتصال الضعيف» بين قطبين معدنيين، وهو ما يعتبر تحسين لهاتف ريس، وفي أبريل 1877 يسجل إنذارا لاختراع يتم التحضير له.
- 27 أبريل 1877 توماس إديسون يسجل طلب براءة اختراع للهاتف. ويحصل على براءات الاختراع (474,230 و 474,231 و 474,232) في عام 1892 في ظل منافسة من ألكسندر غراهام بيل، إيميل برلينر، اليشا جراي، أموس دولبير، جي دبليو ماكدوناج، جي بي ريتشموند، دبليو ال دبليو فوكير، جي اتش اروين وفرانسيس بليك الصغير.[3] ناقل اديسون ذو الحبات الكاربونية ومستقبل بل الكهرومجناطيسي تم استخدامهم فيما بعد بعد التحسين من قبل نظام بل لعدة عقود (جوزيفسون، ص 146).
- 4 يونيو 1877 إيميل برلينر يسجل طلب براءة اختراع للهاتف تتضمن ناقلا ذا مصدح كاربوني.
- 1 ديسمبر 1877 وسترن يونيون تدخل عالم الهاتف مستخدمة مرسل توماس إديسون الكاربوني.
- 4 فبراير 1878 توماس إديسون عرض مكالمة هاتفية بين مينلو بارك ونيويورك وفلادلفيا، بطول 210 كم.
- 14 يونيو 1878 شركة الهاتف المحدودة تم تسجيلها في لندن. افتتحت في لندن 21 أغسطس 1879.
- 12 سبتمبر 1878 شركة بل للهاتف تقاضي وسترن يونيون لانتهاكها براءة اختراع بل.

## 1879 إلى 1919
- الشهور الأولى من 1879 شركة بل للهاتف على حافة الإفلاس وتبذل كل المحاولات لتنافس مرسل اديسون الكاربوني.
- 1879 شركة بل للهاتف تندمج مع شركة نيوانجلاند للهاتف ليشكلوا معا شركة بل الوطنية للهاتف.
- 1879 فرنسيس بليك يخترع ناقل كربوني شبيه لناقل اديسون ليحفظ شركة بل من السقوط.
- 2 أغسطس 1879 تسجيل شركة اديسون المحدودة للهاتف في لندن. افتتحت في لندن 6 سبتمبر 1879.
- 10 سبتمبر 1879 كونولي وميكتايج يسجلوا براءة اختراع مبدل هاتفي للطلب (محدود بعدد الخطوط بحسب عدد المواضع في الطلب.).
- 1880 شركة بل الوطنية للهاتف تندمج مع شركات أخرى لتأسس شركة بل الأمريكية للهاتف.
- 1882 إنشاء شركة هاتف منتسبة لشركة بل الأمريكية للهاتف في ميكسيكوسيتي.
- 1885 تأسيس شركة الهاتف والتلغراف الأمريكية إيه تي أند تي.
- 1886 مغير جيليلاند الأوتوماتيكي للدائرة يستخدم ما بين وريستر وليستر متيحا لأول مرة للمشغل بالقيام بالطلب، ولمشغل واحد للعمل على مقسمين.
- 13 يناير 1887 حكومة الولايات المتحدة الأمريكية تتحرك لإلغاء براءة الاختراع الممنوحة إلى ألكسندر غراهام بيل على خلفية النصب والخداع. وطلب بل للمحاكمة.
- 1889 إيه تي أند تي تصبح الشركة المالكة لشركات بل.
- 2 نوفمبر 1889 ايه جي سميث يحصل على براءة اختراع محول تلجراف لاستخدامه لتحويل الخطوط بين الخط المباشر والخطوط العادية وإمكانية اختيار خط مباشر غير مستخدم.
- 10 مارس 1891 ألمون ستروجر يحصل على براءة اختراع محول ستروجر أول مقسم هاتف أوتوماتيكي.
- 30 أكتوبر 1891 إنشاء شركة ستروجر لمقسم الهاتف الأوتوماتيكي.
- 3 مايو 1892 توماس إديسون يحصل على براءة اختراع المصدح (الميكروفون) الكاربوني ضد طلبات قدمت عام 1877.
- 3 نوفمبر 1892 استخدام أول محول ستروجر في لابورت, إنديانا بوجود 75 مشترك وسعة تصل إلى 99.
- 1890: في حقبة التسعينات انتهاء براءة الاختراع الممنوحة لبل لاختراع الهاتف; شركات تصنيع مستقلة للهاتف تتشكل سترومبرج-كارلسون (1894) وشركة كيلوج للوح التحويل والمهمات (1897)
- 27 فبراير 1901 محكمة استئناف الولايات المتحدة تعلن إبطال براءة اختراع إيميل برلينر المملوكة لشركة بل للهاتف
- 1915 استخدام الصمام المفرغ في دوائر خطوط الهاتف من المحيط إلى المحيط.
- 25 يناير 1915 أول مكالمة هاتفية عبر القارات، بين توماس واطسون في 333 شارع جرانت بسان فرانسيسكو مستقبلا المكالمة من ألكسندر غراهام بيل في 15 شارع داي بمدينة نيويورك.
- 1919 إيه تي أند تي تركب أول هواتف للطلب في نظام بل، في نورفولك، فيرجينيا. آخر هواتف يدوية ظلت بالنظام حتى عام 1978 ولم تحول لنظام الطلب، بعد 1978 لم يتم تصنيع هواتف من هذا النوع.
- 1919 تقوم إيه تي أند تي بقياس رؤوس أكثر من 4,000 شخص لحساب الأبعاد الأمثل القياسية لسماعات الهاتف بحيث أن شفاه الطالب تكون بقرب المصدح الميكروفون والسماعات بقرب الأذن.[4]

## 1920 إلى 1969
- 1927 يناير 7 أول مكالمة هاتفية عامة عبر الأطلنطي (بواسطة الراديو); مايو 12 من كولومبيا، ميزوري الي لندن مقالة على موقع جامعة ميزوري
- 1927 مايو 28 خدمة الطلب باستخدام القرص الدائر تبدأ عند منتصف الليل.
- 1935 أول مكالمة هاتفية حول العالم.
- 1941 الطلب باستخدام تردد متعدد ظهر في بالتيمور، ماريلاند
- 1946 خطة الترقيم الوطني (رمز المنطقة)
- 1946 أول مكالمة تجارية ل هاتف جوال
- 1946 معامل بل تطور مقحل اتصال نقطي يعتمد على الجرمانيوم
- 1947 ديسمبر، دبليو ري يونج ودوجلاس اتش رنج، مهندسين في معامل بل اقترحوا خلايا سداسية للهواتف النقالة.
- 1948 فيل بورتر مهندس في معامل بل، يقترح أن أبراج الخلوي يكون عند اركان السداسي بدلا من المراكز وتكون بهوائيات متجهة إلى اتجاهات ثلاثة.
- 1951 خدمة الاتصال المباشر تظهر لأول مرة في انجلوود, نيوجرسي، لإحدى عشر مدينة كبرى عبر الولايات المتحدة; وهذه الخدمة تنمو باطراد في المدن الكبرى في الولايات المتحدة خلال حقبة الخمسينات
- 1955 بدء وضع كابل عبر الأطلنطي تات-1 - 36 دائرة، تضاعف فيما بعد إلى 48 بتقليص سعة النطاق من 4 كيلوهرتز إلى 3 كيلوهرتز
- 1958 استخدام المضمان (المودم) في الاتصال المباشر عبر خطوط الهاتف الصوتية
- 1960 إي إس إس-1
- 1961 اتاحة نغمة اللمس للاستخدام العام
- 1962 خدمة إشارة رقمية 1 في سكوكي, إلينوي
- 1960 في حقبة الستينات طورت معامل بل تقنية الهاتف الخلوي
- 1965 أول اتصال عن طريق الساتل - 240 دائرة أو إشارة تلفاز واحدة

## 1970 إلى 1999
- 1970 إي إس إس-2.
- 1970 ظهور حبال واسلاك الهاتف القياسية
- 1970 أموس إي جويل الصغير من معامل بل يخترع نظام «تمرير المكالمة» ل «نظام الاتصالات النقال الخلوي» (حصل على براءة الاخترع عام 1972)
- 1971 قدمت إيه تي أند تي اقتراح لخدمة الهاتف الخلوي إلى إف سي سي.
- 3 أبريل 1973, مارتن كوبر موظف ب موتورولا يقوم باول مكالمة هاتف خلوي لمنافسه جويل انجل، رئيس قسم البحوث في إيه تي أند تي's تصميم ل معامل بل، مستخدما أول موتورولا داينا تاك.
- 1973 اتصالات صوتية تعمل في أربانت باستخدام ميفاق (بروتوكول) الصوت الشبكي (غن في بي)
- 1978 معامل بل تطلق محاولة لأول شبكة هاتف خلوي تجارية في شيكاجو مستخدمة ايه إم بي إس
- 1979 الصوت عبر الإنترنت - إن في بي تعمل على نسخ اولية من بروتوكول الإنترنت
- 1981 أول خدمة هاتف نقال مؤتمتة في العالم إن إم تي ظهرت في السويد والنرويج.
- 1981 بي تي تقدم نظام مقابس الهاتف البريطانية.
- 1982 إف سي سي وافقت على عرض إيه تي أند تي الخاص ب خدمة الهاتف النقال المتطورة (ايه إم بي إس) وتخصص لها ترددات في الحيز 824-894 ميجا هرتز.
- 1982 كارولين دوتي من معامل بل تحصل على براءة اخترع رقم الطالب
- 1983 احالة آخر لوحة تحويل هاتفية للتقاعد في مين
- 1987 ظهور تقنية خط اشتراك رقمي غير متماثل
- 1988 أول خط ليفي ضوئي عبر الأطلنطي تات-8, به 40,000 دائرة
- 1990 ايه إم بي إس الرقمي يحل محل الايه إم بي إس التناظري.
- 1991 بدء استخدام شبكات جي إس أم للهاتف المحمول في فنلندا.
- 1993 خدمة تناوب الاتصالات عن بعد تتاح للمعاقين
- 1995 رقم الطالب استخدمت على نطاق واسع في الولايات المتحدة
- 1999

## 2000 إلى الحاضر
- 2002 أنطونيو ميوتشي منح لقب أول مخترع للهاتف من قبل مجلس النواب الأمريكي، في قرار المجلس رقم 269, بتاريخ 11 يونيو. برلمان كندا يرد بتمرير قرار يمنح المهاجر الكندي ألكسندر غراهام بيل لقب المخترع الوحيد للهاتف.
- 2005 مدينة مينك في ولاية لويزيانا تحصل على خدمة الهاتف الثابت (وتعد هذه هي المدينة الأخيرة في الولايات المتحدة التي تحصل على هذه الخدمة)[5]